# کورچه
کورچه شهری در جنوب‌شرقی کشور آلبانی و مرکز استانی به همین نام است.

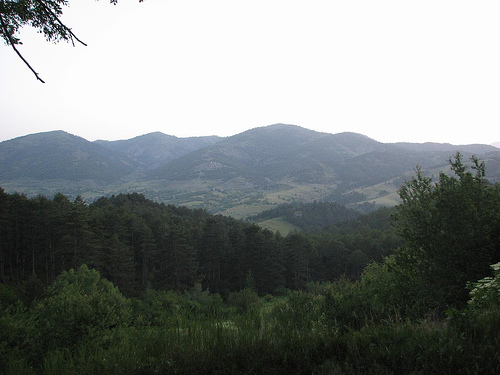